# ПФК Пирин Благоевград (Благоевград)
 За обединения отбор вижте Пирин (Благоевград).  
„ПФК Пирин Благоевград“ е български футболен отбор.

## История

### Македонска слава
Македонска слава е създаден в град Горна Джумая през 1928 г.
През 1948 г. клубът е присъединен към новоучреденото физкултурно дружество Юлий Дерменджиев и преустановява самостоятелното си съществуване. Възстановен е през 2000 г. под оригиналното си наименование Македонска слава, след обединение с Гранит от село Стара Кресна. През 2003 г. премества седалището си в град Симитли и играе домакинските си мачове на местния градски стадион.

### Пирин Благоевград
През юли 2005 г. приема името Пирин 1922 и се мести в Благоевград. От есента на 2006 г. се нарича „ПФК Пирин Благоевград“.
Играе мачовете си на стадион Христо Ботев. Основния екип е изцяло в зелено, а резервния изцяло в бяло. Изпълнителен директор на клуба е Венко Попов.
В края на 2008 отборът се обединява с едноименния отбор от Б група Пирин (Благоевград), като обединеният отбор участва в А група (на мястото на Пирин-Благоевград), а с квотата за Западната Б група до края на сезона участва отбора на ПФК Банско, който домакинства в Банско. Отборът няма мажоритарен собственик, а е собственост на 17 бизнесмена.

## Наименования
- Македонска слава (1928 – 1948)
- Македонска слава (2000 – 2004)
- Пирин 1922 (2004 – 2006)
- Пирин Благоевград (2006 – 2009)

## Успехи
А група
- 8 място (1 път) – 2008 г.

Купа на България
- 1/2-финалист (1 път) – 2005 г.

## Последен състав
| №   | Пост | Играч              |
| --- | ---- | ------------------ |
| н/д | В    | Ивайло Иваников    |
| н/д | В    | Благой Макенджиев  |
| н/д | Н    | Александър Якимов  |
| н/д | Н    | Димитър Коемджиев  |
| н/д | Н    | Георги Георгиев    |
| н/д | Н    | Андрей Стоев       |
| н/д | Н    | Мирослав Ризов     |
| н/д | Н    | Юлиян Попев        |
| н/д | Н    | Радослав Митревски |
| н/д | Н    | Оливър Георгиев    |
| н/д | П    | Лъчезар Дафков     |
| н/д | П    | Благой Наков       |
| н/д | П    | Тодор Паланков     |

| №   | Пост | Играч               |
| --- | ---- | ------------------- |
| н/д | П    | Кирил Николов       |
| н/д | П    | Костадин Кацимерски |
| н/д | П    | Борис Галчев        |
| н/д | П    | Драги Коцев         |
| н/д | П    | Николай Демирев     |
| н/д | П    | Даниел Пеев         |
| н/д | П    | Борислав Стоянов    |
| н/д | П    | Радослав Анев       |
| н/д | Н    | Борислав Хазуров    |
| н/д | Н    | Марио Метушев       |
| н/д | Н    | Даниел Младенов     |
| н/д | Н    | Калоян Стоянов      |
| н/д | Н    | Борис Кондев        |

## Известни футболисти
- Йордан Юруков
- Илиян Мицански
- Атанас Николов
- Станислав Манолев
- Георги Бижев
- Иван Гемеджиев
- Владимир Николов
- Иво Максимов
- Костадин Герганчев
- Петър Малинов
- Антон Евтимов
- Иван Топалов
- Хари Бориславов
- Илиян Василев
- Светослав Георгиев
- Евгени Йорданов
- Кирил Кръстев
- Димитър Бербатов
- Антон Костанидов
- Добромир Митов